# پژو ۲۰کاپ
پژو ۲۰کاپ (Peugeot 20Cup) خودرویی مفهومی است که در سال‌۲۰۰۵ معرفی شد. سیستم جعبه‌دندهٔ آن ۶ دنده دستی است.